# Егиазаров, Борис Христофорович
Борис Христофорович Егиазаров (1918, Армавир — 1992, Санкт-Петербург) — советский геолог, доктор геолого-минералогических наук (1971), профессор (1973), организатор науки, заслуженный геолог РСФСР (1988), лауреат Государственной премии СССР (1983), кавалер ордена Отечественной войны II степени и ордена «Знак Почета». В его честь названа подводная долина в Северном Ледовитом океане. Егиазаров возглавлял научно-технический совет стран-членов СЭВ и ряд международных экспедиций в Тихий и Атлантический океаны.

## Биография
Родился в г. Армавир в 1918 году. По национальности армянин. Неизвестно точно, в каком городе родился Егиазаров: Армавир — на юге России или Армавир город в Армении (поэтому  указывается «Краснодарский край, г. Армавир; Арм.ССР, г. Армавир»).
Окончил с отличием геолого-почвенный факультет ЛГУ (1941). Добровольцем ушел на войну, проходил службу в ЛенВО, на Сталинградском фронте, в УралВО и МВО.

## Научная деятельность
С 1946 года Егиазаров работал в ГГУ, затем НИИГА, НПО «Севморгео», ПГО «Севморгеология», ВНИИОкеангеология. Прошел путь от начальника партии до главного геолога объединения и заместителя директора института. Он являлся крупным ученым в области геологии Арктики и Мирового океана. Основными направлениями научной деятельности были геология и полезные ископаемые Таймыра, Северной Земли, Корякского нагорья, Северной полярной области, континентального шельфа, Мирового океана. Егиазаров был организатором науки, возглавлял научно-технический совет стран-членов СЭВ и ряд международных экспедиций в Тихий и Атлантический океаны, является одним из инициаторов и организаторов исследований по проблеме Внешней границы континентального шельфа СССР в Арктике. Вел большую педагогическую работу, в Ленинградском гидрометеорологическом институте читал разработанный им курс «Геология океана». Подводная долина на Чукотском куполе названа в честь Егиазарова (долина Егиазарова). Название утверждено Постановлением правительства Российской Федерации от 19 декабря 2002 года.

## Смерть
Умер в Санкт-Петербурге, похоронен на Смоленском армянском кладбище.

## Награды
- Знак «Почетному полярнику»;
- Знак «Отличник разведки недр»;
- Орден «Знак Почёта»;
- Заслуженный геолог РСФСР (1988);
- Орден Отечественной войны II степени.